# Chenming Hu

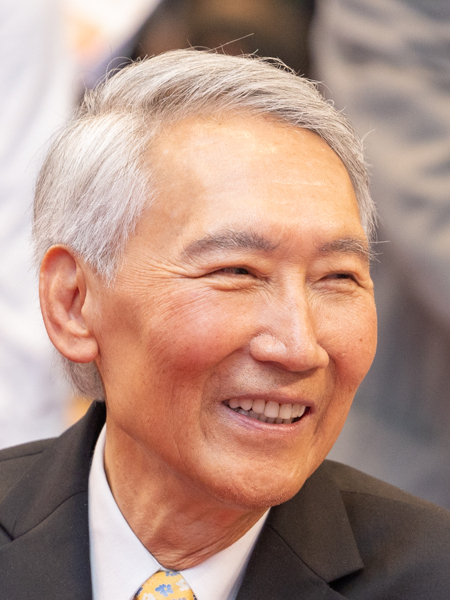
Chenming Hu, 2023

Chenming Calvin Hu (chinesisch 胡正明; * 12. Juli 1947 in Peking) ist ein taiwanisch-US-amerikanischer Elektroingenieur an der University of California, Berkeley.
Hu ist für seine „bahnbrechenden Neuentwicklungen in der Mikroelektronik [bekannt], insbesondere auf dem Gebiet der Zuverlässigkeit von Schaltkreisen, für den ersten Industriestandard für die Entwicklung integrierter Schaltkreise (Circuit design) und für die ersten dreidimensionalen Schaltkreise, die die Halbleitertechnologie dramatisch verbesserten“ (“…pioneering innovations in microelectronics including reliability technologies, the first industry-standard model for circuit design, and the first 3-dimensional transistors, which radically advanced semiconductor technology”).

## Leben und Wirken
Chenming Hu wuchs in Taipeh auf. Er erwarb 1968 an der Nationaluniversität Taiwan einen Bachelor in Elektroingenieurwesen, 1970 an der University of California, Berkeley, einen Master und 1973 bei John R. Whinnery mit der Arbeit Nematic Liquid Crystal Optical Waveguides einen Ph.D., ebenfalls in Elektroingenieurwesen. 1973 wurde er Assistant Professor am Massachusetts Institute of Technology, bevor er 1976 in Berkeley eine Professur erhielt. Nach seiner Emeritierung 2010 ist er heute TSMC Distinguished Professor Emeritus.
Hu hat mehr als 1.000 wissenschaftliche Arbeiten veröffentlicht. Laut Datenbank Scopus hat er einen h-Index von 104, laut Google Scholar einen von 147 (jeweils Stand September 2024).
Chenming Hu ist verheiratet und hat zwei Söhne, von denen einer mit Down-Syndrom geboren wurde. Chenming Hu und seine Frau Margaret engagieren sich für Menschen „mit besonderen Bedürfnissen“ (Friends of Children with Special Needs) und für die medizinischen Bedürfnisse von Asiaten in den Vereinigten Staaten (Chenming & Margaret Hu Medical Center).

## Auszeichnungen (Auswahl)
- 1997 Jack A. Morton Award[9]
- 1997 Mitglied der National Academy of Engineering[10]
- 2004 Mitglied der Academia Sinica[11]
- 2007 Mitglied der Chinesischen Akademie der Wissenschaften[12]
- 2009 IEEE Jun-ichi Nishizawa Medal[13]
- 2012 Ehrendoktorat der Chiao-Tung-Nationaluniversität
- 2012 Mitglied der World Academy of Sciences[14]
- 2013 Phil Kaufman Award[15]
- 2014 National Medal of Technology and Innovation[2]
- 2020 IEEE Medal of Honor (höchste Auszeichnung des IEEE)[16]
- 2021 Ehrendoktorat der University of Hong Kong